# Proyecto Censurado
El Proyecto Censurado (nombre oficial en inglés: Project Censored) nació en 1976, en la Universidad Sonoma State de California, cuando el académico Carl Jensen, a raíz del escándalo del Watergate decidió comenzar a investigar con sus alumnos y algunos colegas, qué temas ocultaba anualmente la prensa entre todo lo que ocurría en EE. UU..

## Finalidad
La finalidad del proyecto es la de determinar si realmente existía una omisión sistemática de ciertos problemas en los medios de comunicación de los Estados Unidos. Desde su fundación publica anualmente una lista de 25 asuntos que a criterio del grupo de trabajo han sido tratados inadecuadamente, o simplemente se han boicoteado en los principales medios de comunicación escrita, radiofónica y televisiva de ese país. El Proyecto busca estimular a periodistas y editores para proporcionar más cobertura a esos problemas, y animar al público general para que busque y exija más información sobre esos temas.

## Obras publicadas
Desde 1993, el Proyecto Censurado publica un compendio comercial en rústica anual de los "25 Noticias más importantes censuradas del Año.". Características del libro incluyen periodismo basura, historietas de Tom Tomorrow, actualizaciones en principales historias anteriores, ensayos y entrevistas. El editor es Seven Stories Press, de Nueva York. Otros proyectos incluyen  For the Record, un programa de radio semanal con historias no publicadas, organizado por Pat Thurston.

## Partidarios prominentes
Walter Cronkite fue uno de los partidarios más acérrimos del proyecto.

Proyecto Censurado es una de las organizaciones que debemos escuchar con el fin de garantizar el ejercicio de un periodismo profundo y ético de nuestros periódicos y canales de noticias.
 Walter Cronkite

El destacado activista  de izquierdas Noam Chomsky es uno de los defensores más destacados del grupo.

## Controversia
El proyecto fue criticado por no dar mucha cabida a las noticias del conflicto en Bosnia
, por exagerar los peligros de la sonda espacial Cassini-Huygens a Saturno,  y credibilidad a las historias de conspiración del 911
. El proyecto está bajo escrutinio desde que se anunció que sería censurado para prevenir cualquier mención acerca de la investigación 9/11 Truth llevada a cabo por el Institute for Policy Studies. Esto está siendo cubierto por KPFA Guns and Butter tanto como por el Proyecto Censurado en sí mismo.

## Ganadores del Premio Project Censored
- Joel Bleifuss
- Lisa Gale Garrigues, 2004
- Dave Lindorff, 2004
- Rock Creek Free Press, 2008